# 莫日根
《莫日根》，又称《莫日根：人熊大战》，是中国大陆动画电影，该电影于2015年10月17日登陆院线。

## 海报争议
由于该电影海报中人物形象与《英雄联盟》中人物形象相似，被质疑抄袭。